# Amithlon
Az Amithlon egy a Haage & Partner által kiadott, x86 utasításkészletű PC-n futtatható, alacsonyszintű emulációs környezet Amiga számítógépek emulációjára specializáltan. A szoftver kifejlesztése Bernd Meyer és Harald Frank nevéhez fűződik.

## Alapfilozófia
Az Amithlon kifejlesztése mögötti vezérelv az volt, hogy ne csak egy másik operációs rendszer alatt futó emulátort alkossanak meg, hanem egy akkori átlagos PC-t Amigává alakítsanak át. A megoldás nagy teljesítményű Motorola processzor (68k) emulációt valósít meg, továbbá egy olyan fordító réteget, mellyel az AmigaOS operációs rendszer közvetlenül képes használni a PC hardverét, így kiküszöböli az emulátorok általános hátulütőjét. Az Amithlonnal az AmigaOS közvetlenül vezérli a PC minden hardverelemét.

## Kiadás
Az első bemutatóra 2001. július 28-án került sor az AmiWest kiállítás keretein belül, a kiadás kezdete pedig 2001 októberében volt. A gyártó úgy hirdette a terméket, hogy tíz-hússzor gyorsabban futnak rajta az Amiga 68k alkalmazások, mint hagyományos hardveren. A telepítő CD-ROM formátumban került kiadásra és natív támogatást tartalmazott nVidia és Matrox videókártyákhoz. A disztribúció kezelni képes az Amiga-formátumú merevlemezeket is.

## Jellemzők
- 68040 CPU/FPU emuláció optimalizált futásidejű fordítással (JIT)
- 1070 MHz (a gyártó szerint egy AMD Athlon 1 GHz-es hardveren)
- Natív x86 alkalmazásprogramozási felület (API) támogatás
- IDE és SCSI merevlemez támogatás (kernel4 használata esetén SATA támogatás is)[5]
- Picasso96 kompatibilis grafika
- AHI hangrendszer (Sound Blaster PCI 128 és alaplapi AC97 kodek támogatás)
- NE2000 kompatibilis LAN kártya, illetve Miami és AmiTCP szoftver támogatás[1][6]

A szoftverkörnyezet egy ISOLinux bootloader révén bootol be közvetlenül az Amiga emulátorba.

## Hardvertámogatás
A Haage & Partner a következő rendszerkövetelmények megadásával hirdette a terméket: Athlon, Duron, Pentium, Celeron CPU 500 MHz vagy gyorsabb, illetve a fentieknek megfelelő hardver.